# 長靴角
69°41′S 38°21′E / 69.683°S 38.350°E
長靴角，是南極洲的海岬，位於毛德皇后地的哈拉爾王子海岸，處於帕達島東南端，根據挪威探險隊拍攝的空中照片繪入地圖，現時由南極條約體系管理。

## 外部連結
- 本条目引用的公有领域材料来自美国地质调查局的文档 《長靴角》 （資料來自地名信息系统）。